# Mémoire (intelligence économique)
Pour les articles homonymes, voir Mémoire.

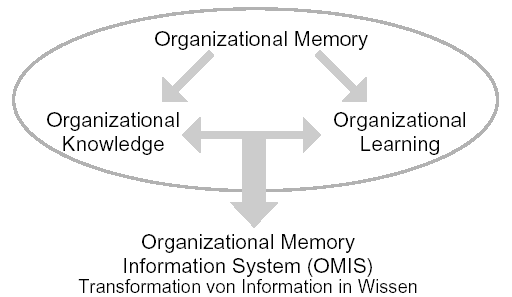
Capture des connaissances dans le cadre de la gestion des connaissances

En intelligence économique, la mémoire d'un organisme, public ou privé, est la capacité de cet organisme à transformer des informations brutes en connaissances partagées par le personnel de cet organisme et de ses partenaires.
La mutualisation des informations et des connaissances permet l'éclatement des cloisonnements.
L'efficacité de la mémoire est conditionnée par la qualité des informations et des données qui l'alimentent, ainsi que par le processus de mise à jour de cette mémoire.
L'organisation de la mémoire d'un organisme permet de faire en sorte que les connaissances tacites deviennent des connaissances explicites.